# Akakia

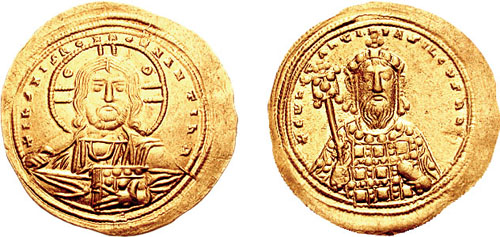
Emperador bizantino Constantino VIII, con una akakia en el reverso de esta moneda.

La akakia (en griego: ἀκακία) era un rollo de seda púrpura con polvo adentro, utilizada por los emperadores bizantinos en las ceremonias la cual simbolizaba la mortalidad del hombre.